# Kano (Mortal Kombat)
Kano es un personaje ficticio de la franquicia de videojuegos de lucha Mortal Kombat. Es uno de los personajes originales de la serie, habiendo debutado en el Mortal Kombat de 1992. 
Un mercenario calculador y miembro del cartel internacional del crimen conocido como Dragón Negro, Kano también es el némesis fugitivo y persistente de Sonya Blade y Jax Briggs de las Fuerzas Especiales, que ha sido su historia principal a lo largo de sus apariciones en la serie Mortal Kombat, y en Mortal Kombat 3, también se convierte en el general de los ejércitos del emperador Shao Kahn. En el reinicio de la serie de 2011, además se hace pasar por un torcido informante de las Fuerzas Especiales y sirve como traficante de armas de Kahn. Su característica más reconocible es su placa frontal metálica cibernético que alberga una de infrarrojos ocular con láser.

## Biografía
Un mercenario, extorsionista y criminal, Kano vive del crimen y la injusticia. Él posee un ojo cibernético por el cual puede disparar rayos láser. Es un miembro devoto de la organización del Dragón Negro, un peligroso grupo de hombres temidos y respetados por todo el círculo del crimen. Creyendo que el palacio de Shang Tsung estaba hecho de oro, Kano entró al torneo de Mortal Kombat para tener acceso al palacio y saquearlo.
Se había pensado que Kano fue asesinado en el Primer Torneo. Pero fue hallado vivo en el Mundo Exterior donde nuevamente escapa de ser capturado por Sonya. Antes de que la actual invasión del Mundo Exterior, Kano convence a Shao Kahn de perdonar su alma. Shao Kahn necesita alguien que enseñe a sus guerreros como usar las armas de la Tierra, Kano es el hombre indicado para hacerlo.
En la nueva línea temporal iniciada en Mortal Kombat 9, Kano se une al torneo de Mortal Kombat contratado por Shang Tsung para hacer asistir a Sonya Blade, quien lo perseguía. Kano participa en el torneo y pierde sus combates, pero cuando el conflicto verdadero estalla, huye hacia el Mundo Exterior, donde empieza una nueva vida como mercenario. Con el tiempo, Kano gana experiencia viviendo en el Mundo Exterior, mejora su ojo cibernético y se convierte en un sádico asesino del Mundo Exterior, que emplea sus servicios al mejor postor.
Durante los acontecimientos de Mortal Kombat 11, Kano es reclutado por Kronika, al mismo tiempo que ella trae a una versión joven de Kano del pasado. Ahora hay dos Kano trabajando juntos con Erron Black joven. Kano es enviado con Sektor a la base de las Fuerzas Especiales para secuestrar a las versiones jóvenes de Sonya Blade y Johnny Cage, y lo logran, pero durante su escapa, Cassie Cage dispara un rastreador a la nave de Kano. Kano lleva a Sonya y Johnny Cage a un club de pelea clandestino en Rusia, donde engaña a Kabal joven diciéndole que Sonya fue quien lo quemó en el futuro, cuando en realidad Kabal se unió a los Guerreros de la Tierra y fue Kintaro quien lo quemó. Sonya derrota a Kabal y Kano la obliga a pelear con Johnny Cage, pero fingen la pelea, en ese momento Cassie Cage lleva a rescatar a sus padres jóvenes, y Kano toma un arma y le dispara. Sonya entonces enfrenta a Kano joven y lo vence, mientras Kano viejo toma a Cassie como rehén. Kano viejo amenaza a Sonya con matar a su futura hija o matarla a ella y Cassie eventualmente desaparecerá ya que Sonya morirá antes de concebirla, eso le da una idea a Sonya, entonces dispara a la cabeza del Kano joven, matandolo, y Kano viejo desaparece, ya que su versión joven ha sido asesinada.

## Apariciones en los juegos

### Mortal Kombat

#### Movimientos especiales
- Cuchilla: Kano lanza una cuchilla en línea recta hacia su oponente.
- Bala de cañón: Compacta su cuerpo de tal manera que toma forma de esfera y empieza girar hasta poder golpear al oponente y derribarlo.

#### Remates
Puño al corazón: Utiliza su brazo para arrancar el corazón del oponente, luego lo muestra victorioso mientras su oponente cae en un charco de sangre.

#### Final
Con la derrota de Shang Tsung, Kano corrompe el Gran Torneo. Su organización, el Dragón Negro, forma un monopolio sobre la competencia que traerá deshonra y tormento a todo el que esté relacionado con el Gran Torneo. Su reinado termina en anarquía y muerte.

### Mortal Kombat 3/Ultimate Mortal Kombat 3/Mortal Kombat Trilogy

#### Movimientos especiales
- Cuchilla: Kano lanza una cuchilla en línea recta hacia su oponente.
- Cuchilla de corte profundo: A poca distancia del oponente desenfunda su cuchilla y causa un desgarro en un resplandor.
- Bala de cañón baja: Compacta su cuerpo de tal manera que toma forma de esfera y empieza girar hasta poder golpear y derribar a su oponente.
- Bala de cañón alta: Compacta su cuerpo de tal manera que toma forma de esfera y rotando impacta al oponente, derribándolo regresa a su posición original.
- Bala de cañón psicótica: Compacta su cuerpo y toma forma de esfera y empieza a rotar, derribando al oponente regresa una y otra vez golpeándolo, volverá a su posición original.
- Estrangulación: A corta distancia del oponente, extiende sus manos y realiza un agarre al cuello del oponente, que resulta afectado mientras el cuerpo es agitado.
- Lanzamiento aéreo: Un movimiento realizado cuando el oponente permanece en el aire, es un agarre del brazo mediante el cual con una embestida en la cabeza, derriba a su oponente.

#### Remates
- Ojo térmico: Inclinando su cuerpo, hace emanar de su ojo cibernético un rayo láser de color rojo, el poder de la emanación termina calentando el cuerpo oponente y haciéndolo explotar en huesos calcinados.
- Extracción de sistema óseo: Inclinando su cuerpo toma al oponente por la boca y la fuerza de su brazo hace que expulse su esqueleto, dejando solo piel suelta, levanta el esqueleto en señal de victoria.
- Despojo de corazón: Aproximándose al cuerpo, alza su mano y atraviesa el pecho del oponente, de allí expulsara flujos de sangre pero finalmente arranca el corazón y, dejando caer el cuerpo, levanta el corazón aún palpitando.
- Friendship: Tomando su cintura con sus manos, empieza a masticar chicle, cuando sopla el chicle demasiado y le explota en la cara, dejando su rostro cubierto de chicle.
- Babality: Un bebé con toda la indumentaria y un ojo cibernético.
- Animality: Transformación en una tarántula gigantesca fosforescente, acercándose al oponente lo estrangula hasta matarlo, fluyendo sangre a chorros, su cuerpo cae sobre el suelo.
- Brutality: Combo de once golpes por el cual hace explotar el cuerpo de su oponente en restos y charcos de sangre.

#### Final
Cuando Shao Kahn deja vivir a Kano, no se da cuenta del ingenio humano. Kano mandó a la armada de Shao Kahn a una misión falsa, en donde los eliminó usando un arma robada. Peleó contra los guerreros que quedaban y finalmente derrotó a Shao Kahn. La intención de Kano es tomar las almas que Shao Kahn alguna vez poseyó. Pero Kano no fue capaz de controlar los espíritus, los cuales escapan y lo atacan. Se rumora de que sufrió una muerte violenta. Kano murió ignorando que salvó al mundo que trató de conquistar.

### Mortal Kombat: Special Forces

#### Jefe final
Es el jefe del quinto nivel, a la vez el último enemigo, posee un arsenal algo llamativo, y de sus razones solo se sabe que desea dominar los otros mundos usando el artefacto conocido como "Ojo de Shitian".

#### Movimientos especiales
- Cuchilla: Kano lanza una cuchilla en línea recta hacia su oponente.
- Cuchilla de corte profundo: A poca distancia del oponente desenfunda su cuchilla y causa un desgarro en un resplandor.
- Bala de cañón: Compacta su cuerpo de tal manera que toma forma de esfera y empieza girar hasta poder golpear al oponente y derribarlo.
- Lanzamiento aéreo: Un movimiento realizado cuando el oponente permanece en el aire, es un agarre del brazo mediante el cual con una embestida en la cabeza, derriba a su oponente.
- Ojo térmico: Dispara un rayo láser de su ojo cibernético.
- Patada en la zona íntima : Kano lanza una patada a los genitales del oponente.

### Mortal Kombat 9

#### Movimientos especiales
- Cuchilla: Kano lanza una cuchilla en línea recta hacia su oponente.
- Bala de cañón baja: Compacta su cuerpo de tal manera que toma forma de esfera y empieza girar hasta poder golpear y derribar a su oponente.
- Bala de cañón alta: Compacta su cuerpo de tal manera que toma forma de esfera y rotando impacta al oponente, derribándolo regresa a su posición original.
- Estrangulación: A corta distancia del oponente, extiende sus manos y realiza un agarre al cuello del oponente, que resulta afectado mientras el cuerpo es agitado.
- Lanzamiento aéreo: Un movimiento realizado cuando el oponente permanece en el aire, es un agarre del brazo mediante el cual con una embestida en la cabeza, derriba a su oponente.

#### X-Ray
- Solo la puntita: Kano clava un cuchillo en la pierna de su oponente, rompiéndole los huesos, hace lo mismo en la otra pierna. Y cuando el oponente está arrodillado frente a él, le da una patada en el rostro y lo derriba.

#### Remates
- Rompecorazones: Kano da un puñetazo a la espalda de su oponente, atravesándolo y llevándose su corazón, luego saca su puño y levanta el corazón en señal de victoria.
- Saca tu corazón afuera: Kano arranca el corazón de su oponente con un puñetazo, luego arranca su cabeza y la coloca en el agujero del corazón. En un trailer del juego Scorpion acaba con SubZero de esta manera.

#### Final
Kano hizo una fortuna vendiendo armas a Shao Kahn y utilizó las ganancias para mejorar su cibernética. La conectividad añadida de su implante ocular le dio un acceso sin precedentes a las comunicaciones globales. Usando su mente, navegó las bases de datos de los bancos, los servicios policiales y otras redes. Pero sus actividades lo dejó vulnerable a los piratas informáticos. Jax se infiltró en la cuenta de Kano y atrapó su conciencia en el mainframe de las Fuerzas Especiales. No pasó mucho tiempo, sin embargo, hasta que Kano logró liberarse. Su conciencia se extendió como un virus en toda la red de Fuerzas Especiales de armas automáticas. Kano se ha convertido en un ejército de un solo hombre.

### Mortal Kombat X

#### Variantes
- Degollador
- Cibernético
- Comando

#### X-Ray
- Lacerador: Kano embiste a su oponente, luego clava un cuchillo en su abdomen, rompiéndole varias costillas por el impacto, luego lo toma de la cabeza y daña su cuello, rompiéndole también la columna.

#### Final
Kano siempre fue un superviviente. Pero incluso el sucumbiría un día ante el destino. Sus ideales de terror implacable morirían con el, a menos que legara sus métodos a una nueva generación. Kombate, armas, sabotaje tecnologico, tortura...Todo formaria parte del programa. Pero antes de que sus alumnos estudiaran estas técnicas, Kano les quitaría la debilidad a golpes. Así aprenderían...O morirían en el intento. ¿El primer alumno de Kano? Su propio hijo. Las clases habían empezado.

## Apariciones de Kano
- Mortal Kombat
- Mortal Kombat II
- Mortal Kombat 3
- Ultimate Mortal Kombat 3
- Mortal Kombat Trilogy
- Mortal Kombat: Special Forces
- Mortal Kombat: Deadly Alliance
- Mortal Kombat: Tournament Edition
- Mortal Kombat: Deception (Cameo)
- Mortal Kombat: Shaolin Monks
- Mortal Kombat: Unchained (Cameo)
- Mortal Kombat: Armageddon
- Mortal Kombat vs. DC Universe
- Mortal Kombat 9
- Mortal Kombat X[3]
- Mortal Kombat 11[4]
- Mortal Kombat 1